# Tinlot
Tinlot ist eine Gemeinde in der belgischen Provinz Lüttich. Sie besteht aus den Ortschaften Abée, Fraiture, Ramelot, Seny, Scry und Soheit-Tinlot.

## Weblinks

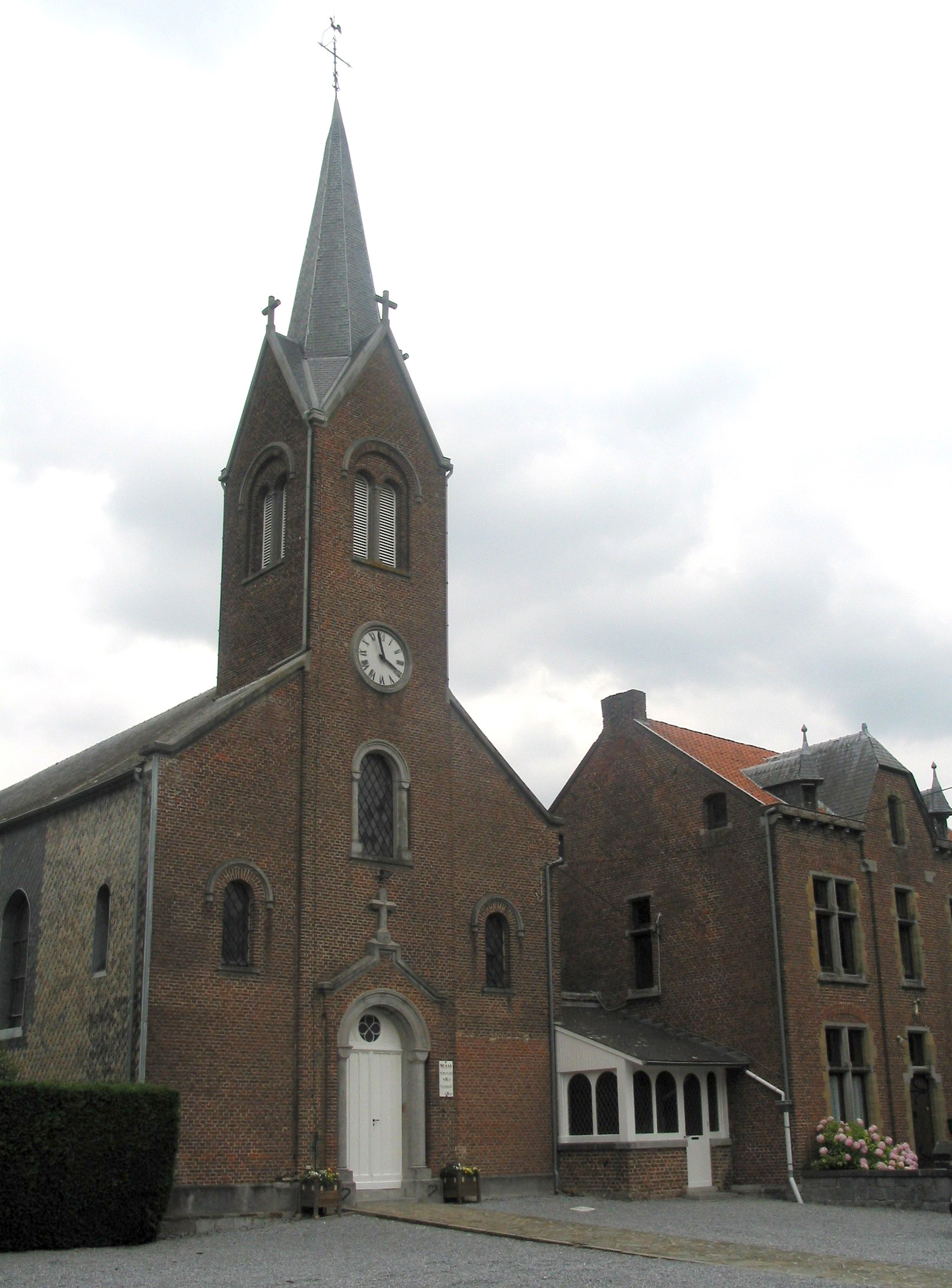
Kirche von Soheit-Tinlot